# Andrius Račkauskas
Andrius Račkauskas (* 13. März 1981) ist ein ehemaliger litauischer Handballspieler.

## Karriere
Der 1,84 Meter große Linkshänder begann in seiner Heimat bei Granitas Kaunas Handball zu spielen. Bereits im Alter von 19 Jahren wechselte er zum ersten Mal ins Ausland zum HK Kópavogur. Nach nur einer Saison zog es ihn weiter nach Frankreich zu Paris Handball. Auch bei den Hauptstädtern verbrachte er nur eine Spielzeit, bevor er bis 2006 bei Algeciras BM anheuerte. In der Saison 2006/07 lief er für den OHV Aurich auf. 2006 wurden durch die Steuerfahndung Oldenburg diverse Örtlichkeiten im Umfelde des Vereins-Managements durchsucht, dabei fielen auch die Verträge von Račkauskas auf. Er war sowohl beim Bundesligisten als auch beim Gasthaus „Alte Post“ angemeldet. Am 12. März 2007 wurde sein „Kellnervertrag“ aufgelöst, der Spielvertrag lief allerdings unbezahlt weiter. Nach diesem ereignisreichen Jahr wechselte der Außenspieler nach Österreich zum HIT Innsbruck. Mit den Tirolern feierte er 2011/12, mit dem Vize-Meistertitel, seinen größten Erfolg. Im darauf folgenden Sommer unterzeichnete der Litauer einen Vertrag bei der SG Handball West Wien. Dieser kam aber nie zustande da Račkauskas bei einer Dopingprobe, die während der Finalserie genommen wurde, positiv auf Tetrahydrocannabinol getestet wurde und dadurch eine zehnmonatige Sperre erhielt. Nach dem Ablaufen seiner Sperre lief er bis Saisonende für das ULZ Schwaz auf. Seit der Gründung von Handball Tirol 2013, bis zu seinem Karriereende 2015, lief Račkauskas für die Tiroler auf.

## HLA-Bilanz
| Saison    | Verein         | Spielklasse | Tore | 7-Meter        | Feldtore |
| --------- | -------------- | ----------- | ---- | -------------- | -------- |
| 2008/09   | HIT Innsbruck  | HLA         | 138  | 11/14          | 127      |
| 2009/10   | HIT Innsbruck  | HLA         | 143  | 21/35          | 122      |
| 2010/11   | HIT Innsbruck  | HLA         | 210  | 59/81          | 151      |
| 2011/12   | HIT Innsbruck  | HLA         | 145  | 51/66          | 94       |
| 2012/13   | ULZ Schwaz     | HLA         | 12   | 1/1            | 11       |
| 2013/14   | Handball Tirol | HLA         | 82   | 30/38          | 52       |
| 2014/15   | Handball Tirol | HLA         | 102  | 14/20          | 88       |
| 2008–2015 | gesamt         | HLA         | 832  | 187/255 (70 %) | 645      |